# مارسل لوبوت
مارسل لوبوت (فرانسوی: Marcel Leboutte‎) بازیکن فوتبال اهل بلژیک است.
وی به‌همراه تیم ملی فوتبال بلژیک به مقام سوم بازی‌های المپیک تابستانی ۱۹۰۰ رسیده‌است.